# بابلو روزاريو
بابلو روزاريو (بالهولندية: Pablo Rosario)‏ (7 يناير 1997 بأمستردام في هولندا - ) هو لاعب كرة قدم هولندي في مركز الوسط. شارك مع منتخب هولندا تحت 19 سنة لكرة القدم. أما مع النوادي، فقد لعب مع المير سيتي.

## وصلات خارجية
- بابلو روزاريو على موقع الاتحاد الأوربي (الإنجليزية)
- بابلو روزاريو على موقع قاعدة بيانات كرة القدم.إي يو (الإنجليزية)
- بابلو روزاريو على موقع ليكيب (الفرنسية)
- بابلو روزاريو على موقع ناشيونال فوتبول تيمز (الإنجليزية)
- بابلو روزاريو على موقع Soccerway.com (الإنجليزية)
- بابلو روزاريو على موقع عالم كرة القدم.نت (الإنجليزية)
- بابلو روزاريو على موقع AS.com (الإسبانية)